# Museum in der Stiftsscheuer Mundelsheim
Das Museum in der Stiftsscheuer Mundelsheim ist eine Weinbauausstellung, die vom Geschichtsverein Mundelsheim in der ehemaligen Zehntscheuer des Stiftes Oberstenfeld in Mundelsheim eingerichtet wurde. Auf Schautafeln und in Vitrinen werden den Besuchern die geschichtlichen Hintergründe erläutert. Als weitere Stationen sind eine Küfer- und eine Wagnerwerkstatt eingerichtet.

## Ausstellungen

### Weinbauausstellung
Der Weinbau hat in Mundelsheim eine jahrhundertelange Tradition. In den bekannten Steillagen Käsberg und Mühlbächer haben Generationen von Weingärtnern mit dem Bau von Trockenmauern eine einzigartige Kulturlandschaft geschaffen. Für den Ort und seine Bewohner war der Weinbau der wichtigste Wirtschaftsfaktor und die Existenzgrundlage. Trotz schwerer Arbeit war die wirtschaftliche Lage der Weingärtner oft schwierig. Um ihre Erzeugnisse besser vermarkten zu können, gründeten sie 1903 die Weingärtnergenossenschaft Mundelsheim.
Die Arbeitsmethoden im Weinbau haben sich in den letzten Jahrzehnten grundlegend verändert. Die mühevolle Handarbeit wurde durch den Einsatz von Maschinen und Geräten erleichtert. Die Dokumentation der alten Arbeitsweisen im Weinberg ist ein wichtiges Thema der Ausstellung. In einem kleinen Weinberg ist die früher übliche Anbauweise an Pfählen dargestellt. Alte Geräte und Werkzeuge machen die Arbeiten im Weinberg im Kreislauf eines Jahres anschaulich und nachvollziehbar. Ein Herbst- und ein Fasswagen berichten von der Weinlese und der Kelterung der Trauben. Auf Schautafeln und in Vitrinen wird den Besuchern die Geschichte des Weinbaus anschaulich nahegebracht. Ein Videofilm, der von Mundelsheimer Schülern gedreht wurde, zeigt die alten Arbeitsweisen im Weinberg im Lauf eines Wein-Jahres.

### Küfereiausstellung
Das Küferhandwerk hat schon immer eine Verbindung zum Weinbau. Es lag also nahe, die Weinbauausstellung mit einer Küferausstellung zu ergänzen. In Mundelsheim hat dieser Beruf eine lange Tradition, drei Küferfamilien betätigten sich hier mit der Fassherstellung. Um die handwerklichen Fähigkeiten dieses vom Aussterben bedrohten Berufes darzustellen, wurde im Jahr 2005 die Ausstellung "Von der Eiche zum Fass" eröffnet.
Eine komplette Küferwerkstatt wurde aufgebaut, die sowohl die frühere Handarbeit beim Bearbeiten des Holzes als auch neuere Methoden darstellt. Die Besucher können sich ein Bild machen, wie bereits vor Jahrhunderten bis in die Gegenwart Fässer hergestellt wurden. Schautafeln über die Geschichte der Mundelsheimer Küferfamilien, ergänzt durch alte Schriftstücke, zeugen von dieser Tradition. Sämtliche Werkzeuge, die der Fassküfer benötigte, sind beschriftet ausgestellt. Ein Film zeigt anschaulich die Herstellung eines Weinfasses.

### Wagnerausstellung
Als die letzte Mundelsheimer Wagnerwerkstatt abgebrochen wurde, konnte der Geschichtsverein zahlreiche Geräte und Werkzeuge sicherstellen. Als Ergänzung der bestehenden Ausstellung in der Stiftsscheuer wurde im Jahr 2010 eine Wagnerwerkstatt aufgebaut. Anschaulich ist der Arbeitsablauf beim Wagner dargestellt und seine Erzeugnisse sind zu sehen. Auf Schautafeln ist der Beruf des Wagners und seine Werkzeuge dargestellt.
Ist der Wagner heute ein aussterbender Beruf, so war früher ein Dorf ohne Wagner nicht denkbar. Er stellte nicht nur Wagen und Karren her, sondern auch landwirtschaftliche Geräte aller Art. So fertigte er Pflüge, Eggen, Rechen, Heugabeln und Dreschflegel. In sein Angebot gehörten unter anderem auch Leitern, Weinpressen und Schlitten.

## Geschichte
Der im Jahr 2000 gegründete Geschichtsverein Mundelsheim übernahm 2003 das im Eigentum der Gemeinde stehende denkmalgeschützte Gebäude "Stiftsscheuer" als Mieter. Zu diesem Zeitpunkt wurde das sanierungsbedürftige Gebäude von der Gemeinde als Magazin für gesammelte historische Geräte genutzt. Als ehemalige Zehntscheune des adeligen Damenstiftes in Mundelsheim ist das Haus mit der Geschichte des Ortes eng verbunden. Die Erhaltung wurde sowohl von der Gemeinde als auch von Seiten des Landesdenkmalamtes als wünschenswert eingeschätzt. Die Bausubstanz war jedoch schlecht und eine öffentliche Nutzung des Gebäudes war mehrfach an den Kosten gescheitert.
Von den Mitgliedern des Geschichtsvereins wurde das Gebäude innen saniert, ein Sandsteinboden im Gewölbekeller eingebaut, Strom- und Wasserleitungen verlegt und eine Beleuchtung installiert. Neben der ehrenamtlichen Arbeit investierte der Verein auch erhebliche finanzielle Mittel in die Sanierung des Gebäudes und in den Aufbau der Ausstellung. Bei allen Umbaumaßnahmen wurden dabei die Wünsche und Vorschriften von Landesdenkmalamt und Kreisbauamt berücksichtigt. Die in der Ausstellung verwendeten historischen Exponate wurden aufwendig und zeitintensiv gereinigt, sortiert und letztlich durch Ankauf vervollständigt. Am 5. Juli 2003 konnte die Ausstellung eröffnet werden.
Im Januar 2005 wurde als Erweiterungsmaßnahme der Ausbau des 1. Stockes in Angriff genommen. Für den Aufbau der Ausstellung über das Küferhandwerk war ein aufwendiger Transport von Exponaten nötig, die teilweise über das Dach in das Gebäude gebracht werden mussten. Auch die Konzeption und Umsetzung der Ausstellung nahm viel Zeit in Anspruch.
Als die letzte Wagnerwerkstatt in Mundelsheim abgebrochen wurde, konnte der Geschichtsverein zahlreiche Geräte und Werkzeuge sicherstellen. Als Ergänzung der bestehenden Ausstellung in der Stiftsscheuer wurde im Jahr 2010 eine Wagnerwerkstatt aufgebaut.

## Öffnungszeiten
Die Ausstellung in der Stiftsscheuer ist an Markttagen (Pfingst- und Martinimarkt) und während örtlicher Feste geöffnet und kann von Gruppen nach Voranmeldung besichtigt werden.